# Lilleberge vikingebegravelse
Lilleberge vikingebegravelse eller Lilleberge skibsbegravelse er en stor samling af genstande fra vikingetiden, som blev fundet i en gravhøj ved Lilleberge i Namdalen i det centrale Norge i slutningen af 1800-tallet. Siden 1891 har det været en vigtig del af British Museums middelaldersamling.

## Opdagelse
Lilleberge ligger i Nord-Trøndelag i Namdalen. Den store skibsgravhøj i udkanten af Lilleberge blev udgravet i 1886 af den britiske arkæolog Alfred Heneage Cocks. Højen var over 40 m lang og indeholdt et skib, der var 10 m langt. Cocks tog senere alle fundene til England og solgte dem til British Museum i 1891.

## Beskrivelse
Indholdet af graven i Lilleberge repræsentere en vigtig samling af vikingesmykker og andre genstande, der har tilhørt en prominent kvinde fra en lokal stamme. Den vigtigste genstand er sandsynligvis den næsten intakte plade udskåret i hvalknogle, der kan have tjent som et skærebræt til mad eller som en overflade til at blødgøre tøj.
Andre genstande fra LIlleberge inkluderer et par kobberlegerede ovale brocher, halskæder fremstillet af farvede glasperler, en tenvægt, en forgyldt keltisk spænde (der først blev opdgaet i British Museums magasiner for nylig), en gryde i jern, nitter fra vikingebåden og knoglerester fra den afdøde.

## Yderligere læsning
- Marzinzik S, "Masterpieces: Early Medieval Art", (London, British Museum Press, 2013)
- Graham-Campbell J, Viking Artefacts: A Select Catalogue, (London, British Museum Press, 1980)
- Graham-Campbell J, Viking Art, Thames & Hudson, 2013
- Williams, G., Pentz, P. and Wemhoff, M. (eds), Vikings: Life and Legend, (London, British Museum Press, 2014)